# Scleria swamyi
Scleria swamyi là loài thực vật có hoa trong họ Cói. Loài này được Govind. miêu tả khoa học đầu tiên năm 1985.